# 帕里普西
49°55′32″N 29°30′37″E / 49.92556°N 29.51028°E
帕里普西（烏克蘭語：Парипси）是烏克蘭北部的村莊，隸屬日托米爾州的日托米爾區。該村始建於1683年，面積3.94平方公里，海拔高度201米，2001年人口1,104，人口密度每平方公里280.49人。